# Ringer-Bundesliga 2020/21
Die DRB-Bundesliga 2020/21 war die 57. Saison in der Geschichte der Ringer-Bundesliga. Als Folge der COVID-19-Pandemie musste sie vorzeitig abgebrochen werden.

## Ursprüngliche Staffeleinteilungen
Bereits im Januar 2020 wurde die Bundesliga-Einteilung für die Saison 2020/21 vom DRB bekannt gegeben. Das Startfeld umfasste nach der Planung jeweils neun Mannschaften in den Staffeln Nordwest und Südwest sowie acht Mannschaften in der Staffel Südost.
Staffel Südost
- SV Wacker Burghausen (Titelverteidiger Staffel Südost und amtierender deutscher Meister)
- AC Lichtenfels
- SV St. Johannis Nürnberg
- ASV Schorndorf
- Red Devils Heilbronn
- FC Erzgebirge Aue
- RSV Rotation Greiz
- AV Germania Markneukirchen (Aufsteiger Regionalliga Mitteldeutschland)

Staffel Südwest
- TuS Adelhausen
- RKG Freiburg 2000
- ASV Urloffen
- KV 03 Riegelsberg
- ASV Hüttigweiler
- AC Heusweiler
- KSV Köllerbach (Titelverteidiger Staffel Südwest und amtierender deutscher Vizemeister)
- RKG Reilingen-Hockenheim (Umgruppierung aus Staffel Nordwest)
- SRC Viernheim (Aufsteiger Regionalliga Baden-Württemberg)

Staffel Nordwest
- ASV Mainz 1888
- SV Alemannia Nackenheim
- KSV Witten 07
- RC CWS Düren-Merken
- RV Lübtheen
- SC Siegfried Kleinostheim
- KSC Germania 07 Hösbach (Aufsteiger Oberliga Hessen)
- KSK Konkordia Neuss (Aufsteiger Oberliga Rheinland)
- WKG Wrestling Tigers Rhein-Nahe * (Aufsteiger Rheinland-Pfalz-Liga)

## Auswirkungen der Coronavirus-Pandemie

### Vor der Saison
Durch die veränderten Trainings- und Wettkampfbedingungen in Folge der COVID-19-Pandemie entschied sich der DRB im Juni 2020 die Bundesligavereine bis zum 31. Juli 2020 entscheiden zu lassen, ob sie an Bundesliga-Wettkämpfen teilnehmen oder ihre Mannschaften für die Saison unsanktioniert abmelden möchten. In der Folge entschieden sich neun Vereine gegen eine Teilnahme an der Saison 2020/21. Kurz vor dem Start der Kampfzeit wurde bei einem Athleten des KSV Witten 07 eine Coronavirus-Infektion festgestellt. In der Folge musste sich der Verein ebenfalls für die Saison abmelden.

### Beginn der Saison
Die Saison startete mit ausgedünntem Teilnehmerfeld am 3. Oktober 2020. Unter Berücksichtigung der Abmeldung des KSV Witten 07 sahen die Staffeln zum Saisonbeginn wie folgt aus:
Staffel Südost
- SV Wacker Burghausen
- SV St. Johannis Nürnberg
- ASV Schorndorf
- SC Siegfried Kleinostheim
- KSC Germania 07 Hösbach
- AV Germania Markneukirchen

Staffel Südwest
- KSV Köllerbach
- RKG Freiburg 2000
- ASV Hüttigweiler
- ASV Urloffen
- KV 03 Riegelsberg
- RKG Reilingen-Hockenheim

Staffel Nordwest
- ASV Mainz 1888
- SV Alemannia Nackenheim
- KSK Konkordia Neuss
- WKG Wrestling Tigers Rhein-Nahe

Wettkampftage fanden am 3./4., 10./11., 17. sowie 24./25. Oktober 2020 statt.

### Saisonabbruch
Als Konsequenz des „Lockdown light“ in Deutschland wurde die Saison am 30. Oktober 2020 abgebrochen.